# Kazimierz Oczoś
Kazimierz Emil Oczoś (ur. 8 grudnia 1931 w Rzeszowie, zm. 7 marca 2012) – polski profesor nauk technicznych, specjalizował się w kształtowaniu materiałów metalowych i niemetalowych sposobami obróbki skrawaniem, ściernej i erozyjnej oraz w problematyce rapid-technologii (Rapid Prototyping, Rapid Tooling i Rapid Manufacturing). Rektor Politechniki Rzeszowskiej w kadencjach 1972–1974, 1974–1981, 28 grudnia 1982 – 31 sierpnia 1987, 1993–1996, doktor honoris causa Politechniki Rzeszowskiej.

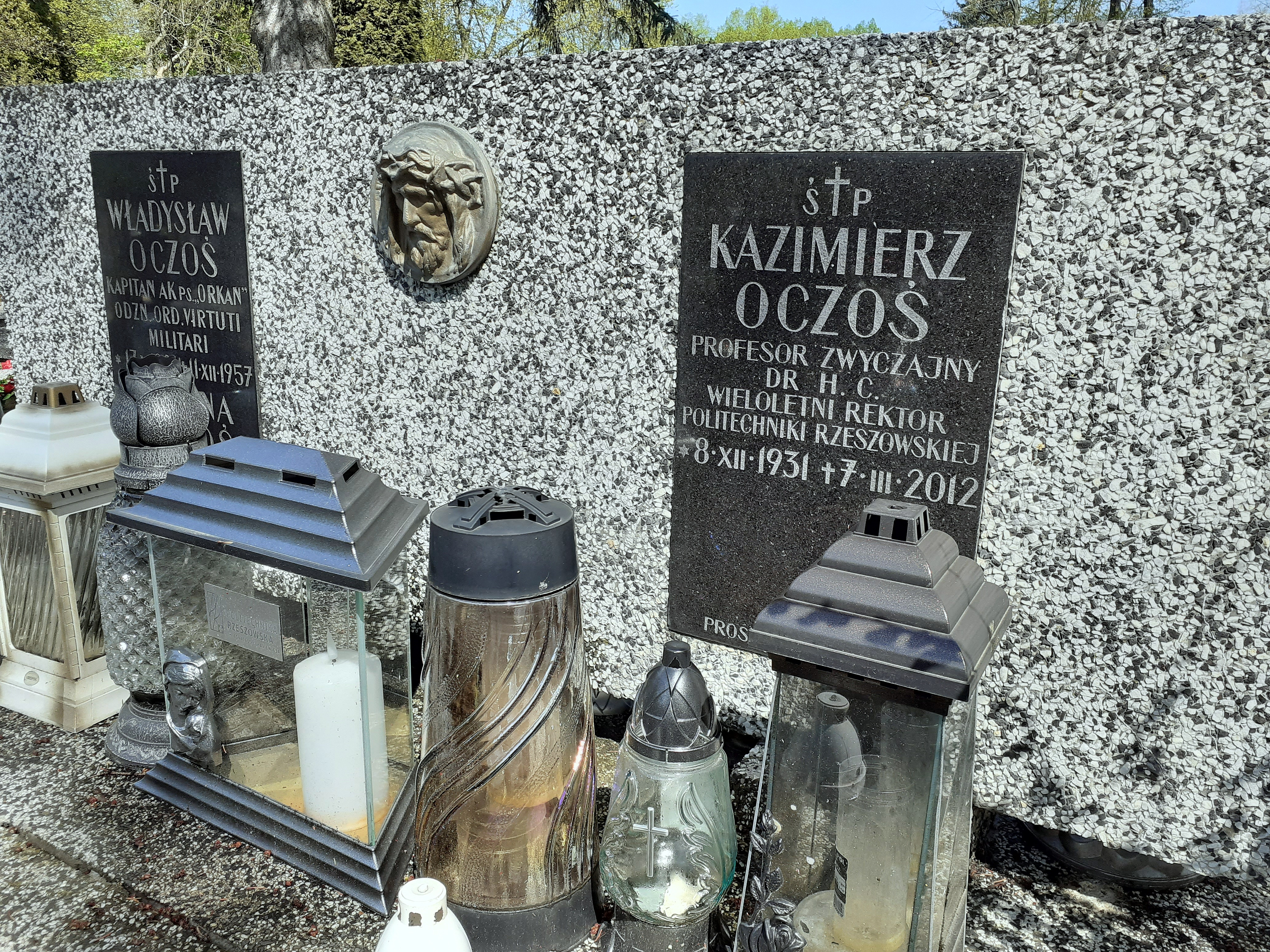
Grobowiec rodzinny Kazimierza Oczosia

## Życiorys
Był synem Władysława (1901-1957, żołnierz AK, kawaler Virtuti Militari) i Heleny (1905-1991. Ukończył Politechnikę Krakowską w Krakowie (1957). W latach 1954–1963 pracował na Politechnice Krakowskiej jako młodszy asystent, asystent i starszy asystent. W 1963 podjął pracę w Wyższej Szkole Inżynierskiej (obecna nazwa: Politechnice Rzeszowskiej) w Rzeszowie na stanowisku wykładowcy, starszego wykładowcy a następnie docenta. Stopień naukowy doktora nauk technicznych otrzymał w 1969 na Wydziale Ceramiki Akademii Górniczo-Hutniczej w Krakowie na podstawie rozprawy pt. „Badania wybranych zależności w procesie kształtowania porcelanowych izolatorów pełnopniowych w stanie niewypalonym”. W 1976 otrzymał tytuł naukowy profesora nadzwyczajnego, a w 1990 – tytuł naukowy profesora zwyczajnego. Od 1990 był zatrudniony jako profesor zwyczajny na Politechnice Rzeszowskiej. 16 maja 2002 otrzymał pierwszy w Rzeszowie tytuł doktora honoris causa Politechniki Rzeszowskiej. 
Specjalizował się w kształtowaniu materiałów metalowych i niemetalowych sposobami obróbki skrawaniem, ściernej i erozyjnej oraz w problematyce rapid-technologii (Rapid Prototyping, Rapid Tooling i Rapid Manufacturing). Był autorem 11 monografii oraz ponad 400 publikacji naukowych. Rektor Politechniki Rzeszowskiej w latach 1972–1981, 1983–1987 i 1993–1996.
W latach 1977–1980 był prezesem Stowarzyszenia Inżynierów i Techników Mechaników Polskich.
Pełnił szereg funkcji związanych z działalnością naukową, organizatorską i edytorską, między innymi:
- członek Komitetu Budowy Maszyn Polskiej Akademii Nauk[6],
- członek rzeczywisty Ukraińskiej Akademii Transportu w Kijowie,
- członek rzeczywisty Akademii Inżynierskiej w Polsce[6],
- członek Centralnej Komisji Kwalifikacyjnej ds. Tytułu Naukowego i Stopni Naukowych[6],
- zastępca redaktora naczelnego „Advances in Manufacturing Scence and Technology”,
- redaktor naczelny czasopisma naukowo-technicznego „Mechanik”.

Od 1955 był członkiem PZPR. Pełnił funkcje I sekretarza POP PZPR Studium Wieczorowego Politechniki Krakowskiej (1961–1967), członka Komitetu Wojewódzkiego PZPR w Rzeszowie (1971–1973) i członka Egzekutywy KW PZPR w Rzeszowie (od 15 lutego 1975 do 11 marca 1981). Był także przewodniczącym Wojewódzkiego Komitetu Frontu Jedności Narodu w Rzeszowie. 
Odznaczony Krzyżem Komandorskim Orderu Odrodzenia Polski i medalem „Zasłużonym dla Politechniki Rzeszowskiej”. W czasach PRL był odznaczony również m.in.: Orderem Sztandaru Pracy II klasy, Krzyżem Oficerskim Orderu Odrodzenia Polski, Złotym Krzyżem Zasługi, Medalem Komisji Edukacji Narodowej i odznaką „Zasłużony Nauczyciel PRL”. W 1976 wyróżniony wpisem do „Księgi zasłużonych dla województwa rzeszowskiego”. W 1977 roku otrzymał Odznakę „Zasłużony dla Sanoka”.
Zmarł 7 marca 2012. Został pochowany na cmentarzu Pobitno w Rzeszowie.